# São Benedito da Cachoeirinha
São Benedito da Cachoeirinha é um distrito do município brasileiro de Ituverava, que integra a Aglomeração Urbana de Franca, no interior do estado de São Paulo.

## História

### Formação administrativa
- Distrito criado pela Lei n° 233 de 24/12/1948, com o povoado de São Benedito da Cachoeirinha mais terras do distrito sede de Ituverava[4][5].
- Decreto nº 18.574-A de 18/04/1949 - Cria a 1.ª subdelegacia de policia no distrito de São Benedito da Cachoeirinha, no município de Ituverava[6].

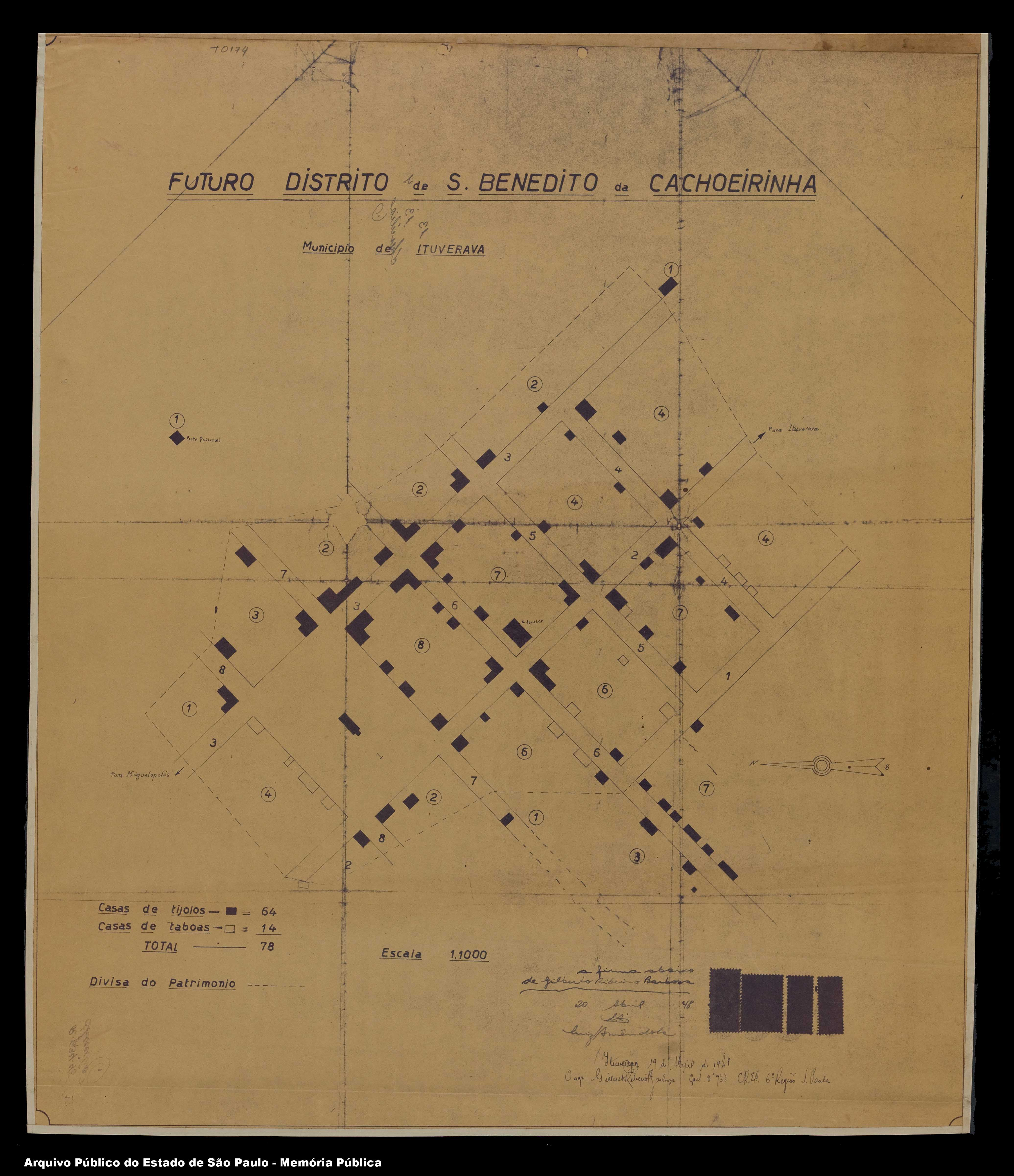
Planta da área urbana original.

### Pedido de emancipação
O distrito tentou a emancipação político-administrativa e ser elevado à município, através de processo que deu entrada na Assembléia Legislativa do Estado de São Paulo no ano de 1990, mas como não atendia os requisitos necessários exigidos por lei para tal finalidade, o processo foi arquivado.

## Geografia

### Demografia

#### População urbana
| Crescimento população urbana | Crescimento população urbana | Crescimento população urbana | Crescimento população urbana |
| Censo                        | Pop.                         |                              | %±                           |
| ---------------------------- | ---------------------------- | ---------------------------- | ---------------------------- |
| 1950                         | 471                          |                              | —                            |
| 1960                         | 715                          |                              | 51,8%                        |
| 1970                         | 1 362                        |                              | 90,5%                        |
| 1980                         | 1 854                        |                              | 36,1%                        |
| 1991                         | 2 077                        |                              | 12,0%                        |
| 2000                         | 2 420                        |                              | 16,5%                        |
| 2010                         | 2 947                        |                              | 21,8%                        |
| Fonte: IBGE e Fundação SEADE |                              |                              |                              |

#### População total
Pelo Censo 2010 (IBGE) a população total do distrito era de 3 120 habitantes.

### Área territorial
A área territorial do distrito é de 131,580 km².

### Rodovias
O principal acesso ao distrito é a Rodovia Doutor William Amin (SP-385).

## Serviços públicos

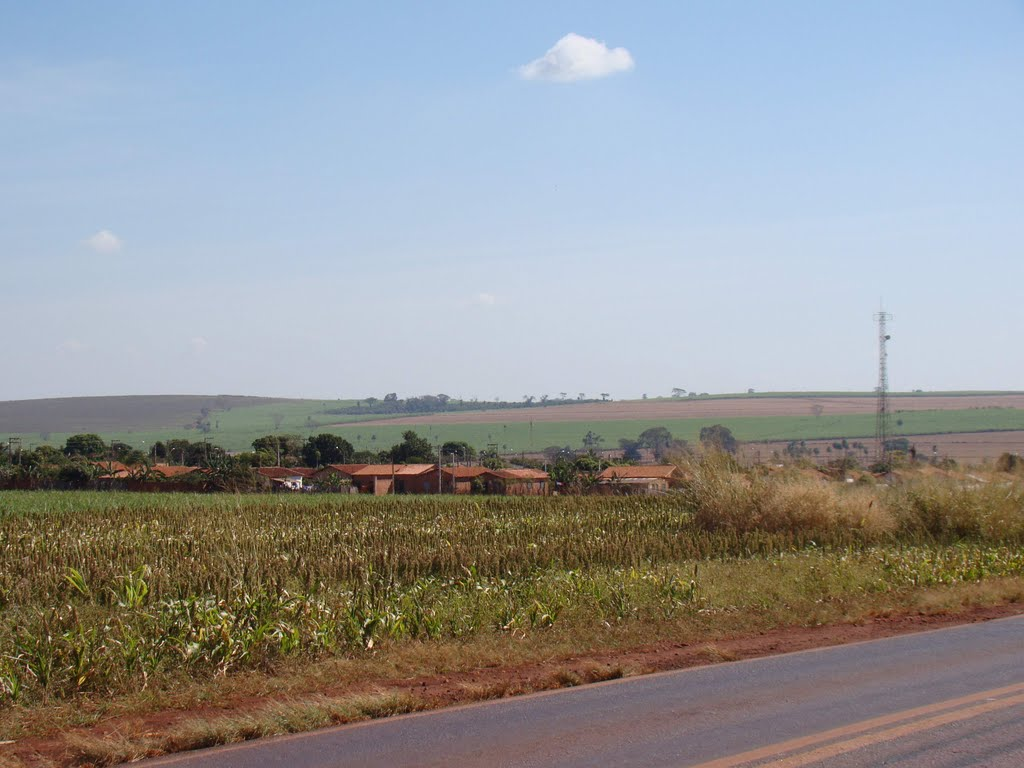
Vista de São Benedito da Cachoeirinha.

### Registro civil
Atualmente é feito na sede do município, pois o Cartório de Registro Civil das Pessoas Naturais do distrito foi extinto pela Resolução nº 1 de 29/12/1971 do Tribunal de Justiça do Estado de São Paulo, e seu acervo foi recolhido ao cartório do distrito sede.
Pela Resolução nº 2 de 15/12/1976 o cartório foi restabelecido, mas foi extinto novamente pelo Tribunal de Justiça do Estado de São Paulo e seu acervo recolhido definitivamente ao cartório do distrito sede do município de Ituverava.

### Saneamento
O serviço de abastecimento de água é feito pelo Serviço Autônomo de Água e Esgoto (SAAE).
- Manancial de Abastecimento: Aquífero Serra Geral.
- Sistema de Abastecimento: ETA São Benedito[16]

### Energia
A responsável pelo abastecimento de energia elétrica é a CPFL Paulista, distribuidora do Grupo CPFL Energia.

## Religião
O Cristianismo se faz presente no distrito da seguinte forma:

### Igreja Católica
- A igreja faz parte da Diocese de Franca[20].

### Igrejas Evangélicas
- Assembleia de Deus - O distrito possui uma congregação da Assembleia de Deus de Ribeirão Preto - Missão[21].
- Congregação Cristã no Brasil[22].